# سوسومو تراجیما
سوسومو تراجیما (انگلیسی: Susumu Terajima؛ زادهٔ ۱۲ نوامبر ۱۹۶۳) هنرپیشه ژاپنی است. از فیلم‌هایی که وی در آن نقش داشته است، می‌توان به برادر، آتش‌بازی، زندگی پس از مرگ، مرده یا زنده، ایچی قاتل و ایزو اشاره کرد.